# Létající talíř (UFO)

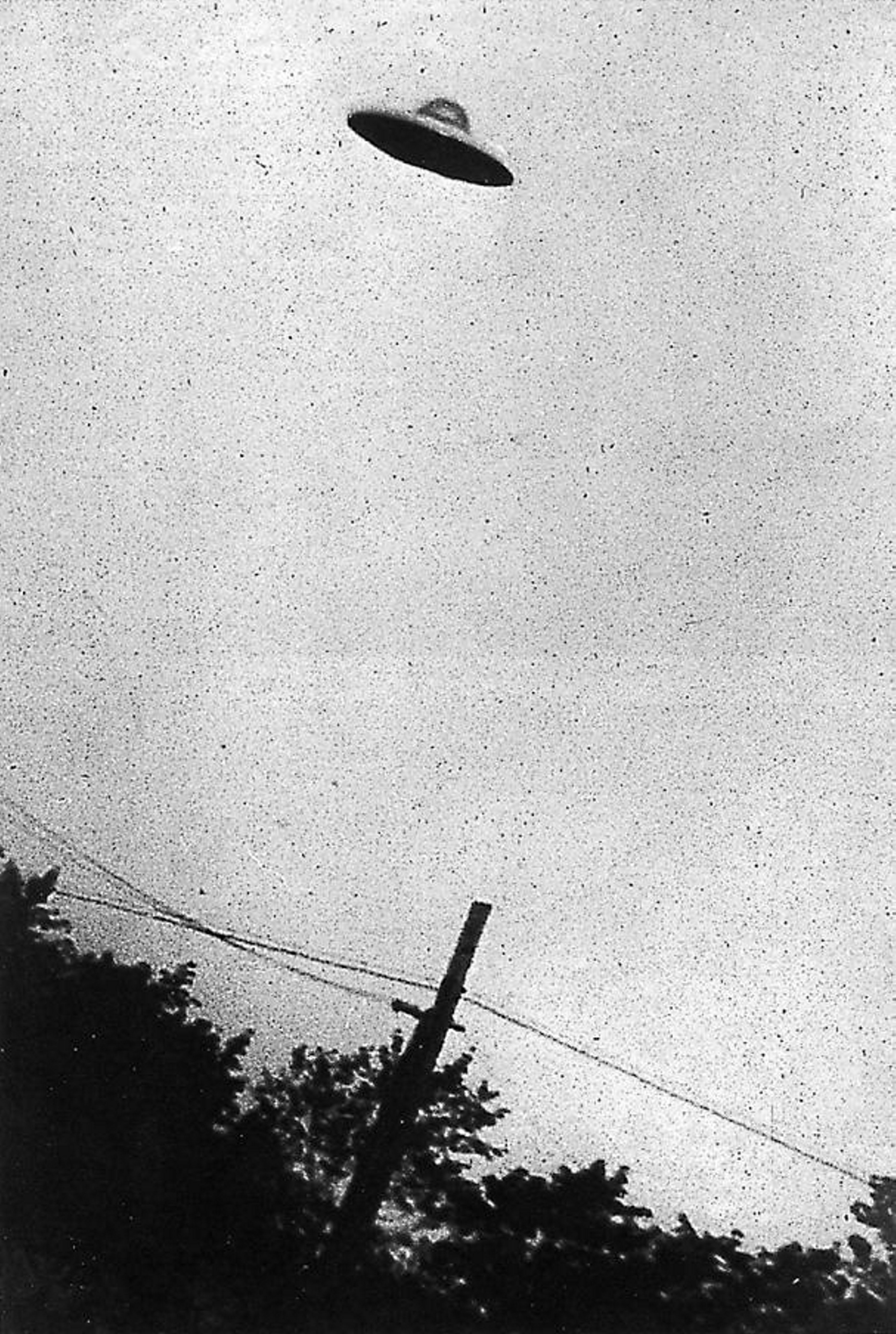
Údajný létající talíř spatřený v New Jersey roku 1952.

Létající talíř je obvyklé pojmenování UFO diskovitého nebo talířovitého tvaru (dva talíře přiklopené na sobě). Zároveň je to nejčastěji pozorovaný a nejznámější druh UFO. Létající talíře jsou svědky popisované jako stříbrné nebo kovové na povrchu, s blikajícími světly po obvodu a vykazující vysokou manévrovatelnost.

## Vznik názvu
Jako první s tímto pojmenováním přišel obchodník a soukromý pilot Kenneth Arnold, když 24. června 1947 spatřil u hory Mount Rainier devět neznámých objektů a přirovnal jejich pohyb k talířům skákajícím nad vodou. Ačkoliv sám Arnold sám nikdy pojem létající talíř nepoužil, ke konci 50. let se začal hromadně používat v médiích (do té doby se zároveň používalo i létající disk). Zajímavostí je, že Arnoldovy UFO ve skutečnosti nevypadaly jako talíře, ale měly křídlovitý tvar podobný srpku Měsíce s výčnělkem na zadní části.

## Možná vysvětlení
- Přírodní fenomény jako např. lentikulární (čočkovité) mraky
- Fotografie jiných objektů (poklice od kol, kovová víka košů) vydávaných za létající talíře
- Tajná letadla vyvíjená armádou nebo jinými organizacemi (pozemský původ)
- Vesmírná plavidla (mimozemský původ)

## Létající talíře v kultuře
V 50. letech 20. století vzniklo převážně v USA mnoho filmů s tematikou létajících talířů ve spojení s mimozemšťanskou invazí na Zemi:
- The Flying Saucer, Flying Saucer Daffy, The Flying Saucer Mystery, The Atomic Submarine, Plan 9 from Outer Space, Earth vs. the Flying Saucers, Uçan daireler Istanbul'da, Soratobu enban kyofu no shugeki